# Sumacàrcer
Sumacàrcer – gmina w Hiszpanii, w prowincji Walencja, we wspólnocie autonomicznej Walencja, o powierzchni 20,09 km². W 2011 roku liczyła 1259 mieszkańców.